# Leandro Faggin
Leandro Faggin (Pàdua, 18 de juliol de 1933 - Pàdua, 6 de desembre de 1970) va ser un ciclista italià, que fou professional entre 1957 i 1969.
Especialista en el ciclisme en pista, fou doble campió olímpic als Jocs Olímpics de Melbourne de 1956, en el quilòmetre contrarellotge i en la persecució per equips, junt amb Valentino Gasparella, Antonio Domenicali i Franco Gandini; tres vegades campió del món de persecució individual i tretze vegades campió d'Itàlia, dotze d'elles en persecució de manera consecutiva entre 1957 i 1968.

## Palmarès
- 1954
  -  Campió del món de persecució amateur
  -  Campió d'Itàlia de persecució amateur
- 1956
  -  Medalla d'or als Jocs Olímpics de Melbourne en quilòmetre contrarellotge
  -  Medalla d'or als Jocs Olímpics de Melbourne en persecució per equips
- 1957
  -  Campió d'Itàlia de persecució
- 1958
  -  Campió d'Itàlia de persecució
- 1959
  -  Campió d'Itàlia de persecució
  -  Campió d'Itàlia d'omnium
  - 1r als Sis dies de Nova York (amb Ferdinando Terruzzi)
- 1960
  -  Campió d'Itàlia de persecució
- 1961
  -  Campió d'Itàlia de persecució
  - 1r als Sis dies de Melbourne (amb John Young)
- 1962
  -  Campió d'Itàlia de persecució
- 1963
  -  Campió del món de persecució
  -  Campió d'Itàlia de persecució
- 1964
  -  Campió d'Itàlia de persecució
  - 1r als Sis dies de Melbourne (amb Ferdinando Terruzzi)
  - 1r als Sis dies de Milà (amb Rik van Steenbergen)
- 1965
  -  Campió del món de persecució
  -  Campió d'Itàlia de persecució
  - 1r als Sis dies d'Adelaida (amb Joe Ciavola)
  - 1r als Sis dies de Mont-real (amb Freddy Eugen)
- 1966
  -  Campió del món de persecució
  -  Campió d'Itàlia de persecució
  - 1r als Sis dies de Mont-real (amb Freddy Eugen)
- 1967
  -  Campió d'Itàlia de persecució
- 1968
  -  Campió d'Itàlia de persecució
  - 1r als Sis dies de Mont-real (amb Horst Oldenburg)
  - 1r als Sis dies de Melbourne (amb Dieter Kemper)